# Danh sách loạt manga Gangan Comics
Gangan (ガンガン Gangan) là nhà xuất bản manga thuộc sở hữu của Square Enix. Hãng phát hành manga trên một số tạp chí nhằm vào các đối tượng độc giả khác nhau tại thị trường Nhật Bản. Các tạp chí của hãng là nơi đăng một số loạt manga nổi tiếng của Square Enix đã được chuyển thể thành loạt anime, như Fullmetal Alchemist, Moribito: Guardian of the Spirit, Nabari no Ou, Inu x Boku SS, và Soul Eater. Các truyện tranh sau đó chuyển thành những cuốn sách bìa mềm với các thương hiệu như Gangan Comics (ガンガンコミックス Gangan Komikkusu), Gangan Comics Joker (ガンガンコミックスJOKER Gangan Komikkusu Jōkā) và Young Gangan Comics (ヤングガンガンコミックス Yangu Gangan Komikkusu), giống như các tạp chí dài kỳ. Danh sách này bao gồm các loạt manga đáng chú ý do Gangan xuất bản.

## Loạt manga và anime thuộc sở hữu của Square Enix
| Loạt                                              | Thể loại                                                     | Ngày phát hành và nhà xuất bản            | Tổng doanh thu loạt                         | Content | Tác giả                                         | Số tập và OVA | Đang tiếp diễn? |
| ------------------------------------------------- | ------------------------------------------------------------ | ----------------------------------------- | ------------------------------------------- | --- | ----------------------------------------------- | ------------- | --------------- |
| Fullmetal Alchemist                               | Hành động phiêu lưu                                          | 2001, Shonen Gangan                       | 70,300,000 (tính đến 2018)                  | 1 loạt manga, 2 loạt anime, 2 phim, 5 games                                                                | Arakawa Hiromu                                  | 119           | Không           |
| Black Butler                                      | Slice of Life                                                | 2006, G Fantasy                           | 28,000,000 (tính đến 2019)                  | 1 loạt manga, 3 loạt anime, 2 phim, 1 game                                                                 | Toboso Yana                                     | 55            | Có              |
| Dragon Quest Retsuden: Roto no Monshō             | Hành động phiêu lưu                                          | 2004, Shonen Gangan                       | 20,900,000 (tính đến 2018)                  | 1 loạt manga, 1 movie                                                                                      | Kawamata Chiaki, Koyanagi Junji, Fujiwara Kamui | 21            | Không           |
| Soul Eater                                        | Hành động phiêu lưu                                          | 2004, Shonen Gangan                       | 19,600,000 (tính đến 2019)                  | 2 loạt manga (1 original, 1 spin off), 2 loạt anime, 3 games                                               | Atsushi Ōkubo                                   | 51            | Không           |
| A Certain Magical Index                           | Hành động, Kỳ ảo                                             | 2007, Monthly Shōnen Gangan, Chuya Kogino | 14,000,000 (chỉ light novel, tính đến 2013) | 6 loạt manga (3 canon, 3 spin off), 2 light novel series, 3 loạt anime, 4 spin off anime, 1 movie, 3 games | Nhiều tác giả                                   | 74            | Có              |
| Magical Circle Guru Guru                          | Phiêu lưu, Lãng mạn                                          | 1992, Shonen Gangan                       | 13,100,000 (tính đến 2018)                  | 1 loạt manga, 2 loạt anime, 1 anime film, 4 games                                                          | Etō Hiroyuki                                    | 83            | Không           |
| The Irregular at Magic High School                | Hành động, Lãng mạn, Siêu nhiên                              | 2008, G Fantasy                           | 10,000,000 (chỉ light novel, tính đến 2019) | 7 loạt manga, 1 light novel, 1 loạt anime, 1 anime movie, 2 games                                          | Satō Tsutomu                                    | 26            | Có              |
| Violinist of Hameln                               | Phiêu lưu, Kịch, Kỳ ảo                                       | 1991, Monthly Shōnen Gangan               | 6,800,000 (tính đến 2018)                   | 2 loạt manga, 1 loạt anime, 1 movie, 1 game                                                                | Watanabe Michiaki                               | 25            | Không           |
| Arakawa Under the Bridge                          | Hài kịch, Lãng mạn                                           | 2004, Young Gangan                        | 6,400,000 (tính đến 2018)                   | 1 loạt manga, 2 loạt anime, 1 movie, 1 loạt drama                                                          | Nakamura Hikaru                                 | 26            | Không           |
| Barakamon                                         | Hài kịch, Slice of life                                      | 2008, Gangan Online                       | 6,200,000 (tính đến 2018)                   | 1 loạt manga, 1 spin-off loạt manga, 2 loạt anime                                                          | Satsuki Yoshino                                 | 24            | Không           |
| Papuwa                                            | Hài kịch                                                     | 1991, Monthly Shōnen Gangan               | 6,000,000 (tính đến 2018)                   | 1 loạt manga, 2 loạt anime, 2 games                                                                        | Ami Shibata                                     | 68            | Không           |
| Saki                                              | Thể thao, Mạt chược                                          | 2006, Young Gangan                        | 5,700,000 (tính đến 2018)                   | 5 loạt manga, 3 loạt anime, 2 games, 1 ova                                                                 | Ritz Kobayashi                                  | 55            | Có              |
| Monthly Girls' Nozaki-kun                         | Hài kịch lãng mạn                                            | 2008, Gangan Online                       | 5,600,000 (tính đến 2018)                   | 1 loạt manga, 1 loạt anime, 1 OVA, 1 audio drama                                                           | Izumi Tsubaki                                   | 20            | Có              |
| Pandora Hearts                                    | Kinh dị tâm lý                                               | 2006, Monthly GFantasy                    | 5,400,000 (tính đến 2018)                   | 1 loạt manga, 1 loạt anime, 1 OVA                                                                          | MochizukiJun                                    | 34            | Không           |
| Spiral: The Bonds of Reasoning                    | Thám tử, Hài kịch, Lãng mạn                                  | 2006, Young Gangan                        | 5,200,000 (tính đến 2018)                   | 2 loạt manga, 1 anime                                                                                      | Shirodaira Kyou, Mizuno Eita                    | 25            | Không           |
| Inu x Boku SS                                     | Kịch tính, lãng mạn, Siêu nhiên                              | 2009, Gangan Joker                        | 5,100,000 million (tính đến 2018)           | 1 loạt manga, 1 loạt anime, 1 ova                                                                          | Fujiwara Cocoa                                  | 13            | Không           |
| Durarara!!                                        | Hành động, Hồi hộp                                           | 2009, Monthly GFantasy                    | 5,000,000 (chỉ light novel, tính đến 2014)  | 2 loạt manga, 2 loạt anime, 2 light novels, 2 games                                                        | Narita Ryohgo, Satorigi Akiyo                   | 65            | Có              |
| Kakegurui                                         | Kịch, Tâm lý                                                 | 2014, Gangan Joker                        | 5,000,000 (tính đến 2019)                   | 4 loạt manga, 2 loạt anime, 2 TV Dramas, 1 phim live-action                                                | Homura Kawamoto, Tōru Naomura                   | 24            | Có              |
| Working!!                                         | Hài kịch, Slice of life, Lãng mạn                            | 2004, Young Gangan                        | 4,500,000 (tính đến 2018)                   | 2 loạt manga, 4 loạt anime                                                                                 | Karino Takatsu                                  | 53            | Không           |
| Haré+Guu                                          | Hài hước siêu thực, Giễu nhại                                | 1997, Monthly Shōnen Gangan               | 3,900,000 (chỉ light novel, tính đến 2015)  | 2 loạt manga, 1 loạt anime, 2 OVA                                                                          | Renjuro Kindaichi                               | 39            | Không           |
| Kimi to Boku                                      | Hài kịch, Slice of life                                      | 2008, G Fantasy                           | 3,800,000 (tính đến 2018)                   | 1 loạt manga, 2 loạt anime                                                                                 | Kiichi Hotta                                    | 26            | Có              |
| Nagasarete Airantō                                | Harem                                                        | 2004, Monthly Shōnen Gangan               | 3,700,000 (tính đến 2018)                   | 1 loạt manga, 1 loạt anime, 1 light novel                                                                  | Takeshi Fujishiro                               | 26            | Có              |
| Sekirei                                           | Hành động, Harem, Romantic                                   | 2004, Young Gangan                        | 3,400,000 (tính đến 2018)                   | 1 loạt manga, 2 loạt anime, 1 game                                                                         | Gokurakuin Sakurako                             | 27            | Không           |
| Bamboo Blade                                      | Hài kịch, Slice of life, Thể thao                            | 2004, Young Gangan                        | 3,300,000 (tính đến 2018)                   | 4 loạt manga, 1 loạt anime, 1 game                                                                         | Masahiro Totsuka, Aguri Igarashi                | 26            | Có              |
| Akame ga Kill!                                    | Hành động, Kỳ ảo đen tối                                     | 2010, Gangan Joker                        | 3,200,000 (tính đến 2018)                   | 3 loạt manga, 1 loạt anime                                                                                 | Takahiro, Tetsuya Tashiro                       | 24            | Không           |
| Nabari no Ou                                      | Hành động, Hài kịch, Drama, Siêu nhiên                       | 2004, G Fantasy                           | 3,000,000 (tính đến 2018)                   | 1 loạt manga, 2 loạt anime, 1 game                                                                         | Yuhki Kamatani                                  | 26            | Không           |
| Saiyuki                                           | Hành động phiêu lưu                                          | 1997, G Fantasy                           | 5,084,000 (8 tập đầu)                       | 4 loạt manga, 3 loạt anime, 4 ovas, 1 film, 2 games                                                        | Kazuya Minekura                                 | 109           | Có              |
| Space Dandy                                       | Hành động phiêu lưu, Hài kịch                                | 2013, Young Gangan Comics                 |                                             | 1 loạt manga, 1 loạt anime, 1 game                                                                         | Masafumi Harada, Park Sung-woo, Red Ice         | 26            | Không           |
| Hero Tales                                        | Hành động phiêu lưu, Võ thuật, Kỳ ảo                         | 2006, Monthly Shōnen Gangan               | 270,000                                     | 1 loạt manga, 1 loạt anime, 1 rpg game đã hủy                                                              | Huang Jin Zhou, Hiromu Arakawa                  | 26            | Không           |
| Lagrange: The Flower of Rin-ne                    | Khoa học viễn tưởng, Kỳ ảo, Mecha, Bi hài kịch               | 2006, Young Gangan                        |                                             | 1 loạt manga, 2 loạt anime, 1 OVA, 1 game                                                                  | Shotaro Suga, Kimitake Yoshioka                 | 26            | Không           |
| Daily Lives of High School Boys                   | Slice of life, Hài kịch                                      | 2009, Gangan Online                       | 2,300,000                                   | 1 loạt manga, 1 loạt anime, 1 movie                                                                        | Yamauchi Yasunobu                               | 19            | Không           |
| Blast of Tempest                                  | Kỳ ảo, Huyền bí, Kịch tính, Lãng mạn, Hành động              | 2013, Monthly Shōnen Gangan               | 1,600,000                                   | 1 loạt manga, 1 loạt anime                                                                                 | Kyō Shirodaira, Arihide Sano, Ren Saizaki       | 24            | Không           |
| Corpse Princess                                   | Hành động, Drama, Kinh dị, Kỳ ảo                             | 2005, Monthly Shōnen Gangan               | 2,000,000                                   | 1 loạt manga, 1 loạt anime                                                                                 | Yoshiichi Akahito                               | 26            | Không           |
| Moribito: Guardian of the Spirit                  | Kỳ ảo                                                        | 1996, Monthly Shōnen Gangan               |                                             | 1 loạt manga, 1 loạt anime, 1 novel                                                                        | Nahoko Uehashi, Kamui Fujiwara                  | 26            | Có              |
| Heroman                                           | Mecha                                                        | 2009, Monthly Shōnen Gangan               |                                             | 1 loạt manga, 1 loạt anime, 1 novel                                                                        | Stan Lee, Tamon Ohta                            | 26            | Không           |
| High School! Kimengumi                            | Hài kịch, Học đường                                          | 1980, Monthly Shōnen Gangan               |                                             | 4 loạt manga, 1 loạt anime, 1 novel, 1 movie                                                               | Motoei Shinzawa                                 | 86            | Không           |
| Mamotte Shugogetten                               | Magical girl, Hài kịch lãng mạn                              | 1980, Monthly Shōnen Gangan               | 5,292,000 (tính đến 2016)                   | 2 loạt manga, 1 loạt anime, 1 OVA                                                                          | Minene Sakurano                                 | 30            | Không           |
| The Mythical Detective Loki Ragnarok              | Thám tử huyền bí, Tiểu thuyết thần thoại, Hài kịch, Lãng mạn | 2002, Monthly Shōnen Gangan               | 555,000 (4 tập đầu)                         | 2 loạt manga, 1 loạt anime                                                                                 | Kinoshita Sakura                                | 26            | Không           |
| Ninpen Manmaru                                    | Hài kịch                                                     | 1995, Monthly Shōnen Gangan               | 948,000 (6 tập đầu)                         | 1 loạt manga, 1 loạt anime, 1 OVA, 1 Audio Drama                                                           | Mikio Igarashi                                  | 20            | Không           |
| Peacemaker Kurogane                               | Hành động, Lịch sử                                           | 1999, Monthly Shōnen Gangan               | 5,000,000 (11 tập đầu)                      | 2 loạt manga, 1 loạt anime                                                                                 | Chrono Nanae                                    | 24            | Có              |
| The Comic Artist and His Assistants               | Hài kịch, Slice of life                                      | 2008, Monthly Shōnen Gangan               | 1,000,000                                   | 1 loạt manga, 1 loạt anime, 1 OVA, 1 Audio Drama                                                           | Hiroyuki                                        | 20            | Không           |
| Tokyo Underground                                 | Phiêu lưu, Khoa học viễn tưởng, Lãng mạn                     | 1998, Monthly Shōnen Gangan               | 3,080,000 (9 ập đầu)                        | 1 loạt manga, 1 loạt anime                                                                                 | Uraku Akinobu                                   | 26            | Không           |
| Twin Signal                                       | Khoa học viễn tưởng                                          | 1992, Monthly Shōnen Gangan               | 1,304,000                                   | 1 loạt manga, 1 OVA                                                                                        | Sachi Oshimizu                                  | 3             | Không           |
| UFO Ultramaiden Valkyrie                          | Hài kịch, Magical girl, Khoa học viễn tưởng, Harem           | 2002, Monthly Shōnen Gangan               |                                             | 1 loạt manga, 1 loạt anime, 1 OVA                                                                          | Kaishaku                                        | 33            | Không           |
| Umineko When They Cry                             | Hài kịch, Magical girl,Khoa học viễn tưởng, Harem            | 2007, Monthly Shōnen Gangan               | 6,000,000                                   | 4 loạt manga, 1 loạt anime, 1 OVA, 2 games                                                                 | Nhiều tác giả                                   | 26            | Có              |
| Aoharu x Machinegun                               | Hành động, Hài kịch, Quân đội (Airsoft)                      | 2013, G Fantasy                           |                                             | 1 loạt manga, 1 loạt anime                                                                                 | NAOE                                            | 12            | Có              |
| Cuticle Detective Inaba                           | Hài kịch, Giễu nhại, Hành động,                              | 2008, G Fantasy                           | 700,000                                     | 1 loạt manga, 1 loạt anime                                                                                 | Mochi                                           | 12            | Có              |
| Dazzle                                            | Lãng mạn                                                     | 1999, G Fantasy                           | 1,000,000                                   | 1 loạt manga, 1 loạt anime                                                                                 | Minari Endoh                                    | 10            | Có              |
| Devil Survivor 2: The Animation                   | Lãng mạn                                                     | 1999, G Fantasy                           |                                             | 1 loạt manga, 1 loạt anime, 1 light novel                                                                  | Makoto Uezu, Haruto Shiota                      | 10            | Không           |
| E's                                               | Lãng mạn                                                     | 1997, G Fantasy                           | 1,900,000 (13 tập đầu)                      | 1 loạt manga, 1 loạt anime, 2 light novels                                                                 | Satoru Yuiga                                    | 26            | Không           |
| Gestalt                                           | Hài kịch, Kỳ ảo                                              | 1997, G Fantasy                           |                                             | 1 loạt manga, 1 OVA                                                                                        | Yun Kōga                                        | 3             | Không           |
| Higurashi When They Cry                           | Bí ẩn, Kinh dị tâm linh, Siêu nhiên                          | 1999, G Fantasy                           | 10,000,000                                  | 1 loạt manga, 2 loạt anime, 1 game, 1 light novel, 1 live-action, 3 OVA, 2 TV Drama                        | Nhiều tác giả                                   | 28            | Không           |
| Hori-san to Miyamura-kun                          | Slice of Life, Lãng mạn, Hài kịch                            | 1999, G Fantasy                           | 2,440,000 (8 tập đầu)                       | 2 loạt manga, 1 loạt anime                                                                                 | HERO, Daisuke Hagiwara                          | 3             | Có              |
| Pani Poni                                         | Giễu nhại, Slice of life                                     | 2009, G Fantasy                           | 1,256,000 (9 tập đầu)                       | 1 loạt manga, 1 loạt anime, 1 OVA                                                                          | Hikawa Hekiru                                   | 27            | Không           |
| Switch                                            | Hành động, Huyền bí, Tâm lý                                  | 2002, G Fantasy                           | 277,000                                     | 1 loạt manga, 1 OVA                                                                                        | Saki Otoh, Tomomi Nakamura                      | 2             | Không           |
| Zombie-Loan                                       | Hành động, Hài kịch, Siêu nhiên, Lãng mạn                    | 2007, G Fantasy                           | 1,000,000                                   | 1 loạt manga, 1 loạt anime                                                                                 | Peach-Pit                                       | 13            | Không           |
| He Is My Master                                   | Hài kịch, Harem                                              | 2002, Monthly Shonen Gangan               | 704,000                                     | 1 loạt manga, 1 loạt anime                                                                                 | Mattsu, Asu Tsubaki                             | 12            | Không           |
| Doubt                                             | Hài kịch, Harem                                              | 2007, Monthly Shonen Gangan               | 704,000                                     | 3 loạt manga, 1 phim live-action                                                                           | Tonogai Yoshiki                                 | 0             | Không           |
| Astro Fighter Sunred                              | Hài kịch, Giễu nhại, Siêu năng lực                           | 2005, Young Gangan                        | 1,600,000                                   | 1 loạt manga, 2 loạt anime                                                                                 | Makoto Kubota                                   | 52            | Không           |
| Black God                                         | Hành động, Kỳ ảo                                             | 2005, Young Gangan                        | 1,600,000                                   | 1 loạt manga, 1 loạt anime                                                                                 | Lim Dall-young, Park Sung-woo                   | 24            | Không           |
| Black God                                         | Hành động                                                    | 2007, Young Gangan                        |                                             | 2 loạt manga, 2 loạt anime, 1 ova                                                                          | Okamura Tensai                                  | 42            | Không           |
| Dimension W                                       | Khoa học viễn tưởng, Hành động                               | 2011, Young Gangan                        |                                             | 1 loạt manga, 1 loạt anime                                                                                 | Okamura Tensai                                  | 13            | Không           |
| Black God                                         | Slice of life, Hài kịch                                      | 2006, Young Gangan                        |                                             | 1 loạt manga, 1 loạt anime                                                                                 | Yuto                                            | 12            | Không           |
| Mononoke                                          | Thám tử huyền bí                                             | 2007, Young Gangan                        |                                             | 2 loạt manga, 1 loạt anime                                                                                 | Ninagawa Yaeko                                  | 12            | Không           |
| Is It Wrong to Try to Pick Up Girls in a Dungeon? | Kỳ ảo, Hành động, Hài kịch, Lãng mạn                         | 2007, Young Gangan                        |                                             | 3 loạt manga, 1 loạt anime, 2 light novel, 1 ova                                                           | Fujino Ōmori, Kunieda, Masaya Takamura          | 14            | Có              |
| Sumomomo Momomo                                   | Harem, Võ thuật, Hài kịch lãng mạn                           | 2004, Young Gangan                        | 219,8000                                    | 1 loạt manga, 1 loạt anime, 1 ova                                                                          | Ohtaka Shinobu                                  | 24            | Không           |
| Aria the Scarlet Ammo                             | Hành động, Hài kịch lãng mạn                                 | 2010, Young Gangan                        | 7,000,000                                   | 2 loạt manga, 2 loạt anime, 1 light novel, 1 ova                                                           | Shogako Tachibana                               | 25            | Có              |
| Day Break Illusion                                | Kịch tính, Kỳ ảo, Magical girl, Siêu nhiên                   | 2013, Gangan Online                       |                                             | 1 loạt manga, 1 loạt anime, 1 light novel                                                                  | sole;viola, Kōki Katō                           | 14            | Không           |
| Chronicles of the Going Home Club                 | Hài kịch, Học đường                                          | 2011, Gangan Online                       |                                             | 1 loạt manga, 1 loạt anime                                                                                 | Kuroha                                          | 12            | Không           |
| The Morose Mononokean                             | Siêu nhiên, Hài kịch                                         | 2011, Gangan Online                       |                                             | 1 loạt manga, 1 loạt anime                                                                                 | Kiri Wazawa                                     | 13            | Có              |
| WataMote                                          | Hài kịch, cringe comedy, slice of life                       | 2011, Gangan Online                       | 1,960,000 (5 tập đầu)                       | 2 loạt manga, 1 loạt anime                                                                                 | Nico Tanigawa                                   | 12            | Có              |
| The Witch's Servant and the Demon Lord's Horns    | Phiêu lưu, Kịch tính, Kỳ ảo Hài kịch, Lãng mạn               | 2014, Monthly Shōnen Gangan               |                                             | 2 loạt manga, 1 novel                                                                                      | Mochi                                           | 0             | Có              |
| Chivalry of a Failed Knight                       | Hành động, kỳ ảo, Lãng mạn                                   | 2013, Gangan Online                       | 1,300,000                                   | 2 loạt manga, 1 loạt anime                                                                                 | Nhiều tác giả                                   | 12            | Có              |
| Tanaka-kun is Always Listless                     | Slice of life, Hài kịch                                      | 2014, Gangan Online                       | 1,500,000                                   | 1 loạt manga, 1 loạt anime, 1 ova                                                                          | Nozomi Uda                                      | 14            | Không           |
| Book Girl                                         | Kịch tính, Huyền bí, Lãng mạn                                | 2006, Gangan Joker                        |                                             | 3 loạt manga, 2 ova, 1 light novel, 1 movie                                                                | Nomura Mizuki, Kōsaka Rito, Hiyoshimaru Akira   | 4             | Không           |
| Dusk Maiden of Amnesia                            | Hành động                                                    | 2008, Gangan Joker                        |                                             | 1 loạt manga, 1 loạt anime                                                                                 | Maybe                                           | 13            | Không           |
| Grimgar of Fantasy and Ash                        | Kỳ ảo                                                        | 2013, Gangan Joker                        |                                             | 1 loạt manga, 1 loạt anime, 1 ova                                                                          | Mutsumi Okubashi                                | 13            | Có              |
| Gugure! Kokkuri-san                               | Hài kịch, Siêu nhiên, Slice of Life                          | 2011, Gangan Joker                        | 1,740,000 Gugure!                           | 1 loạt manga, 1 loạt anime                                                                                 | Midori Endō                                     | 12            | Không           |
| Natsu no Arashi!                                  | Hài kịch lãng mạn, Siêu nhiên                                | 2006, Gangan Joker                        |                                             | 1 loạt manga, 2 loạt anime                                                                                 | Kobayashi Jin                                   | 26            | Không           |
| One Week Friends                                  | Lãng mạn, Bi hài kịch                                        | 2012, Gangan Joker                        | 1,500,000                                   | 1 loạt manga, 1 loạt anime, 1 movie                                                                        | Matcha Hazuki                                   | 12            | Không           |
| Oreshura                                          | Harem, Hài kịch lãng mạn, Slice of life                      | 2011, Gangan Joker                        |                                             | 4 loạt manga, 1 loạt anime, 1 light novel                                                                  | Various                                         | 13            | Có              |
| My Bride is a Mermaid                             | Harem, Hài kịch lãng mạn                                     | 2002, Gangan Joker                        | 1,600,000 (12 tập đầu)                      | 1 loạt manga, 1 loạt anime, 1 ova                                                                          | Tahiko Kimura                                   | 28            | Không           |
| ACCA: 13-ku Kansatsu-ka                           | Drama                                                        | 2013, Big Gangan                          |                                             | 1 loạt manga, 1 loạt anime                                                                                 | Ono Natsume                                     | 12            | Không           |
| Servant × Service                                 | Hài kịch, Slice of Life, Lãng mạn                            | 2011, Big Gangan                          | 640,000                                     | 1 loạt manga, 1 loạt anime                                                                                 | Ono Natsume                                     | 13            | Không           |
| Scum's Wish                                       | Lãng mạn                                                     | 2011, Big Gangan                          | 1,000,000                                   | 1 loạt manga, 1 loạt anime                                                                                 | Yokoyari Mengo                                  | 12            | Không           |
| Mahoraba                                          | Hài kịch, Kịch tính, Lãng mạn                                | 2000, Monthly Gangan Wing                 | 1,694,000                                   | 1 loạt manga, 1 loạt anime                                                                                 | Akira Kojima                                    | 26            | Không           |
| Undefeated Bahamut Chronicle                      | Hành động, Lãng mạn                                          | 2013, Gangan GA                           | 1,000,000                                   | 1 loạt manga, 1 loạt anime                                                                                 | Senri Akatsuki, Itsuki Watanabe, Fumi Tadaura   | 12            | Có              |

## Manga của Square Enix không có anime
- I Think Our Son is Gay